# Raduhovce
Raduhovce (en serbe cyrillique : Радуховце) est un village de Serbie situé dans la municipalité de Tutin, district de Raška. Au recensement de 2011, il comptait 317 habitants.

## Démographie
| 1948 | 1953 | 1961 | 1971 | 1981 | 1991 | 2002 | 2011 |
| ---- | ---- | ---- | ---- | ---- | ---- | ---- | ---- |
| 382  | 436  | 491  | 463  | 497  | 470  | 402  | 317  |

|  |